# Iurie Karabcievschi
Iurie Karabcievschi (14 octombrie 1938, Moscova-30 iulie 1992, Moscova) a fost un poet, prozator și dizident rus de origine evreiască. Tatăl jurnalistului și scriitorului israelit Arcan Cariv.

## Biografie
S-a născut la Moscova. A absolvit școala medie N78 din Moscova, colegiul de construcție a aparatelor și institutul energetic din Moscova. A lucrat în laboratoare de medicină și biologice, iar între anii 1974-1989 - muncitor la uzina "Etalon". A debutat ca poet în anul 1955, iar în următorii 10 ani a reușit să publice din cauza cenzurii doar 4 poezii. Din anul 1965 publică doar în reviste din vest: "Grani"(Germania), "Curierul RHD" (Paris), "Timpul și noi" și 22 (Israel). În anul 1979 a participat la invitația lui Andrei Bitov la alcătuirea culegerii independente "Metropol", după ce a fost considerat scriitor-dizident. Interesul pentru creația sa a crescut, dar valoare reală a căpătat inițial în Vest, iar mai tîrziu și în URSS după apariția cărții renașterea lui Maiakovskii, editată la editura "Strana i Mir" din Munchen. În anul 1986 această carte a obținut premiul în numele lui V. Dal, acordat de juriu în mod unanim.
Din anul 1988 a reintrat în circuitul literar din țară, publicând în "Novîi Mir" (recenzie la o carte de Arsenii Tarkovschi), "Literaturnaia Armenia"(nuvela "Dor de Armenia"), iar ulerior și în cele mai importante reviste literare din URSS: "Teatr", Drujba narodov, "Oktiabri", "Iunosti",care au publicat proze, poezii și eseuri de Karabcievschi. Începând din anul 1990 au început să apară cărțile sale primite favorabil de publicul larg de cititori și critica literară. I-a venit popularitatea în presă și în alte mass-media. 
- A susținut mișcarea interregională condusă de Andrei Saharov
- În anul 1990 a emigrat în Israel, dar în 1992 a revenit în Rusia. A decedat la Moscova, după ce și-a administrat o doză mortală de somnifere. Este înmormântat la cimitirul Vostreakov.

## Publicații în internet
- Russkii jurnal
- Poezie neoficială

## Alte cărți
- Catalogul Bibliotecii Congresului SUA
- Biblioteca de stat a Rusiei
- Biblioteca Națională a Republicii Moldova

## Despre
- Henric Sapghir
- Lev Eisenstadt
- Valerii Șubinschii

1. 1 2  Ûrij Arkadʹevič Karabčievskij, Autoritatea BnF